# Blue Star Patmos
Il Blue Star Patmos è un traghetto appartenente alla compagnia di navigazione Blue Star Ferries.

## Servizio
Varato il 27 giugno 2011 nel cantiere navale Daewoo Shipbuilding & Marine Engineering Co. Ltd di Okpo con il nome di Blue Star Patmos e consegnato il 12 giugno 2010 alla greca Blue Star Ferries, giunge il 9 luglio successivo al Pireo. Il giorno successivo prende servizio nei collegamenti tra Il Pireo, Chios e Mytilene, dove opera tutt'oggi in rotazione con le altre rotte per le Cicladi.
Il 30 agosto 2017 si arena al largo di Ios durante la navigazione a 18 nodi, riportando gravi danni allo scafo. Il 7 settembre viene liberato e trasferito in cantiere a Perama, dove viene riparato. L'8 febbraio 2018 torna regolarmente in servizio.

## Navi gemelle
- Blue Star Delos